# Malvertising
Malvertising, una parola macedonia formata da "malicious" (dannoso) e "advertising" (pubblicità), è un tipo di pubblicità online usata per diffondere malware.

## Che cosa è un malvertising
Questo tipo di pubblicità online causa la diffusione di malware tramite annunci pubblicitari legittimi, infettati da virus informatici, che vengono inseriti in siti web rispettabili.
Questa è una tecnica efficace e difficile da combattere perché permette ai malware di diffondersi facilmente su molti siti web senza comprometterli direttamente.

## La storia[3]
- 2007/2008: il primo caso noto di malvertising si è verificato a cavallo tra il 2007 ed il 2008. Il malware sfruttò una vulnerabilità di Adobe Flash e coinvolse alcuni siti come MySpace, Excite e Rhapsody.
- 2009: tra l’11 e il 14 settembre la versione  online del New York Times subì un attacco informatico in cui i banner pubblicitari furono infettati ingannando i lettori con messaggi che invitavano a scaricare un software dannoso spacciato per antivirus.
- 2010: in questo anno si affermò definitivamente il malvertising come truffa informatica. La ''Online Trust Alliance'' (OTA) identificò miliardi di pubblicità ingannevoli distribuite su 3500 siti che diffondevano malware. Nello stesso anno la ''Online Trust Alliance'' diede vita ad una task force per combattere il malvertising.
- 2011: Spotify subì un attacco di malvertising, che sfruttando il ''Blackhole'' exploit kit, introduceva una nuova tecnica di diffusione in cui non era necessario il click dell’utente su un banner per infettare il computer. In quell’anno fu registrato un aumento del 240% di siti infettati da malvertising.
- 2012: Symantec incluse il malvertising nel rapporto annuale sulle truffe diffuse su Internet. Nello stesso anno il LA Times fu colpito da un attacco di malvertising che faceva parte di un’ampia strategia che aveva l’obiettivo di colpire importanti portali di notizie. Negli anni successivi furono infatti attaccati il NY Times e l’ huffingtonpost.com.
- 2013: una grande campagna di malvertising fu condotta contro Yahoo.com, una delle più grandi piattaforme di annunci con 6,9 miliardi di visite mensili. L’attacco infettò i computer degli utenti con un malware chiamato Cryptowall che crittografava i dati degli utenti per poi chiedere il pagamento di un riscatto in Bitcoin.
- 2014: questo fu l’anno che vide un incremento del 325% negli attacchi di malvertising, in particolare attraverso una massiccia campagna contro Google DoubleClick e Zedo. Inoltre furono colpiti portali di notizie tra cui Times of Israel e  Hindustan Times. Anche in questa occasione fu usato il malware Cryptowall che portò al guadagno illecito di oltre 1 milione di dollari di riscatto per 600.000 computer infettati.
- 2015: il malvertising continua a diffondersi iniziando ad aggredire anche le piattaforme mobili che diventeranno un obiettivo a rapida crescita. In questo anno si sono verificati attacchi contro siti quali eBay, answers.com, talktalk.co.uk, wowhead.com e molti altri. Quest’anno compare per la prima volta il malvertising politico con una campagna a favore degli attivisti pro-Russia. I computer infetti degli utenti venivano dirottati su siti fasulli che generavano ricavi dalle inserzioni pubblicitarie.

## Funzionamento
I malware sono in grado di diffondersi in vari modi: esistono tipi di malvertising che diffondono malware a partire dal click dell'utente e altri che funzionano invece automaticamente.
I malware che possono essere diffusi in seguito all'azione dell'utente sono ad esempio quelli che dopo il click su un annuncio pubblicitario conducono ad un sito maligno.
Altri malware invece possono essere causati da downloads ingannevoli, come ad esempio falsi programmi anti-virus che installano software dannosi sui computer. 
Tra i tipi di malware che funzionano senza l'azione dell'utente ci sono quelli che sono in grado di auto crearsi come nel caso dei reindirizzamenti automatici a siti web dannosi oppure quelli che sfruttano siti affidabili. Per prima cosa vengono visualizzate pubblicità pulite e sicure su siti web famosi per ottenere una buona reputazione, successivamente inserendo un virus nel codice della pubblicità, i malware infettano il visitatore nell'arco di tempo in cui egli naviga sul sito.

## Tecniche di protezione
Esistono diversi modi per difendersi dai malvertising. Vi sono componenti aggiuntivi per i più comuni browser web o antivirus che possono bloccare avvisi pubblicitari per evitare il download di malware nascosti.

## Esempi di siti web colpiti da malvertising
Alcuni siti web famosi sono stati vittime di malvertising e hanno ospitato inconsapevolmente sulle loro pagine web diverse pubblicità maligne.
Alcuni di questi sono Horoscope.com, The New York Times, il London Stock Exchange, Spotify e The Onion.